# Jouw beurt
Jouw beurt was een jeugdprogramma van de IKON dat van 7 januari tot en met 3 maart 1976 wekelijks van 19.05 tot 19.30 uur werd uitgezonden op meesttijds Nederland 2. Het programma werd gepresenteerd door Wim Neijman. 
In de studio waren een aantal jongens en meisjes aanwezig die op een tribune zaten. Elke uitzending ging over één bepaald onderwerp waarbij Wim Neijman ombeurten een jongen of meisje van de tribune ondervroeg (Jouw beurt) over het betreffende onderwerp wat hij/zij daar dan van vond. De onderwerpen waren enigszins te vergelijken met de onderwerpen van de in eerdere jaren uitgezonden Stratemakeropzeeshow, maar in tegenstelling tot dat programma waren er geen sketches maar alleen gesprekken met de kinderen.
In 1976 kreeg Wim Neijman met het programma bij de uitreiking van de zilveren Nipkowschijf dat jaar een eervolle vermelding televisie.